# Отношения между Виетнам и Русия
Руско-виетнамските отношения (на руски: российско-вьетнамские отношения; на виетнамски: Các mối quan hệ Nga-Việt) датират официално от 30 януари 1950 година, когато СССР създава посолство в Северен Виетнам. Русия е основният съюзник на Виетнамската социалистическа република.

## История
Съюза на съветските социалистически републики е един от традиционно силните съюзници на Виетнам. След разпада на СССР (1991) са установени приятелски отношения между Виетнам и Руската Федерация, основната държава-наследник на СССР. Близо 5% от виетнамската популация в Русия е съставена от студенти, получаващи руска държавна стипендия. През януари 2001 година, за да отбележи 50-ата годишнина от съветско-виетнамските отношения, руският президент Владимир Путин е на официално посещение в Ханой, където е посрещнат от президента на Виетнам Чьонг Тан Шанг. През 2001 година двустранната търговия достига 550 милиона долара. Руският износ към Виетнам включва машини и стомана, докато този на Виетнам се състои от текстилни продукти и ориз. Двете страни поддържат и отношения в енергийния сектор. Създаден е коснорциума Виетсовпетрол, който се занимава с добива на суров петрол от нефтеното находище Бах Хо.
В контраст с дипломатическите и търговските отношения, военното сътрудничество между Русия и Виетнам намалява след разпадането на Съветския съюз. Съветският военноморски флот запазва присъствие във виетнамските морски територии, като използва строената от американците военноморска база в залива Камран. Заливът и базата са превзети от военноморския флот на Северен Виетнам през 1975. До 1987 базата е разширена близо четири пъти спрямо оригиналния ѝ размер. Целта на руското присъствие е да запази мира в южноазиатския регион. Факт, който противоречи на разузнаването, предоставено от Американския тихоокеански флот. Анализаторите предполагат, че виетнамската страна е виждала в руското присъствие в залива противотежест на евентуална китайска заплаха. Съветският съюз и Виетнам официално отричат каквото и да е било присъствие на руски части в залива. Въпреки това, още през 1988 година, съветският външен министър Едуард Шевернадзе обсъжда възможността за оттегляне от залива Камран и през 1990 година започва такова. Русия започва да изтегля оставащите военни сили през 2002.
Сергей Лавров, външен министър на Русия, е на двудневно посещение във Виетнам на 24 и 25 юли 2009 година. И двете страни се надяват да подобрят отношенията си. Лавров разговаря с външния министър на Виетнам Пам Жиа Кием. Разговорите имат за цел създаването на „стратегическо партньорство“, както Лавров по-късно споменава пред репортери.
„Отношенията между двете страни се развиват в положителна посока“, твърди Лавров. „Убедени сме, че двустранните отношения ще бъдат на най-високо ниво.“ Кием твърди, че разговорите преминават в „братска“ атмосфера. „Ние бихме искали да видим по-добро икономическо сътрудничество при създаването на нашите политически отношения“, са част от думите му. Лавров се среща и с президента на Виетнам Нгуен Мин Чиет. Министър-председателят Нгуен Тан Дунг посещава и виетнамско-руската банка, която е общ консорциум. Дунг изразява надеждата си в увеличаването на търговията между двете страни, както по-късно става ясно от Виетнамската новинарска агенция.
След като Виетнамската война приключва през 1975 година, Съветският съюз се превръща в основен благодетел на Виетнам. Така е през 80-те години на XX век, до самото разпадане на СССР през 1991 година. В лицето на СССР Виетнам губи своя идеологически, икономически и военен партньор.

### Разпадане на СССР и прекратяване на взаимоотношенията
Военният съюз, койтосвързва Виетнам и Съветския съюз, се прекратява в края на 1989 г. Съветския съюз обявява намаляването на гражданската и военната помощ във Виетнам, както и
частнична евакуация на базата на остров Камран. Това принуждава виетнамското ръководство да предприеме радикални мерки. Виетнам решава да либерализира своята икономика, както и да преориентира своята външна политика.
През 1989 г. съветските и виетнамските лидери започват открито да показват недоволството си от икономическото сътрудничество, което ги свързва. Москва обвинява Ханой в небрежност, заради неспособността му да използва предоставените му помощи, а Ханой се оплаква от подценяване на виетнамския износ, както и от твърде високите цени на съветската техника. Tака, през ноември 1989 г., съветският заместник-министър на отбраната обявява оттегляне на съветските войски от остров Камран, което представлява намаление от една трета на военната помощ във Виетнам след 1991 г. Месец по-късно Съветският съюз репатрира по-голямата част от самолетите и военните кораби от острова. През януари 1990 г., съветският министър на външните работи Едуард Шеварнадзе дава изявление пред американските сенатори, че базата скоро ще бъде затворена. Виетнамският му колега Нгуен Ко Тач потвърждава тази информация през лятото на 1991 г.
През март 1990 г. договорът СИВ (Съвет за икономическа взаимопомощ) слага край на сътрудничество между държавите членки. Съветския съюз не подновява програмата си за специална помощ във Виетнам за периода 1991 – 1995 г., приета през октомври 1987 г. По-късно, през юли 1990 г. Москва обявява, че всичките ѝ търговски отношения от сега нататък ще бъдат основани на принципа на взаимната изгода. Оттеглянето на Съветския съюз оставя трайни последици във Виетнам.
Резкият спад в двустранната търговия през 1991 г. принуждава виетнамските лидери да променят напълно посоката на външната си политика и ги подтиква към ускоряване на процеса на икономическите реформи. 

### Преориентация на политиката на Виетнам след 1990 г.
През февруари 1990 г. е проведен в тайна осми пленум на Централния комитет (ЦК) на Виетнамската комунистическа партия (ВКП), вследствие на който управлението на партията отстранява от длъжност поддръжниците на политическите реформи и прекъсва отношенията си с КПСС. ВКП премахва политическите бюра, който се занимават с отношенията със Съветския съюз и по този начин дава нова посока на външната си политика.
В икономически план виетнамските ръководни органи избират да изоставят плана за пазарната икономика и следвайки примера на Китай, да се ориентират към „пазарен социализъм“. С цел намирането на нови икономически партньори, Виетнам заявява, че от днес нататък е „приятел на всички държави“ и започва воденето на диверсифицирана външна политика, подчинена изцяло на икономически интереси. По този начин Виетнам отваря нова глава в развитието на външната си политика, започвайки процес на сближаване с бившите си трима врагове, а именно Китай, АСЕАН и САЩ.
Тази политика се радва на бърз успех и за няколко години позволява на Виетнам да излезе от дипломатическата изолация и да се интегрира в големите международни институции. През май 1990 г. в Пекин се провеждат първите консултации между Китай и Виетнам относно Камбоджа. Месец по-късно продължават в Ханой. През август преговорите за Камбоджа се провеждат в Ню Йорк, а на 3 и 4 септември през същата година се провежда тайна среща между генералните секретари Нгуен Ван Лин и Джианг Зе Мин. На 17 септември по повод на Азиатските игри Генерал Гиап, заместник министър-председател по това време, бива посрещнат в Пекин от министър-председателя на Китай Ли Пенг. По този начин Китай и Виетнам възстановяват дипломатическите си отношения година по-късно. През февруари 1994 г. Виетнам получава вдигане на ембаргото от страна на САЩ. Година след това, през юли 1995 г. Виетнам установява дипломатически отношения със Съединените щати и се присъединява към АСЕАН.
През месец май 1991 г. в Москва се провежда Среща на върха, която събира съветските лидери. На нея присъстват Нгуен Ван Лин – главен секретар на ВКП, и До Муои, тогава оглавяващ виетнамското правителство. На срещата са дискутирани бъдещето на Виетнамската общност в Русия, както и погасяването на виетнамския дълг. В началото на деветдесетте години 90% от чуждестранните граждани в Съветския съюз са от виетнамски произход. Много голяма част от тях се занимават с нелегална дейност, което кара съветските
власти да пожелаят тяхното екстрадиране. Москва подновява само част от договорите, но не успява да постигне съгласие с Ханой относно репатрирането на виетнамските работници. По време на срещата на върха не е постигнато нито едно споразумение. Виетнамското посолство прави усилия да отложи връщането на работниците, но това само усложнява
административните процедури, тъй като се изискват две години за получаването на оторизация за връщане и 6 месеца, за да се закупи билет Москва-Ханой. Чак през май 1992 г. двете държави подписват меморандум за разбирателство относно статута на виетнамските работници. Втората точка на неразбирателство е преструктурирането на виетнамския дълг. След
разпадането на Съветския съюз той е оценен на 10,5 млрд. рубли.

### Подновяване на отношенията
На 12 ноември 2013 година Путин посещава Виетнам за трети пореден път. Тази среща играе важна роля за стратегическото сътрудничество между двете държави.
Страните си поставят съвместната задача да достигнат обем на взаимна търговия от 7 млрд. долара към 2015 г., а към 2020 г. – 10 млрд. долара. Русия и Виетнам се договарят да се вземат специални мерки за насърчаване на търговските и инвестиционни отношения, да се даде приоритет на човешките ресурси, с цел скорошното подписване на споразумение за свободна търговия между Виетнам и Митническия съюз (Русия, Беларус, Казахстан). Като приоритет е поставено
сътрудничеството в областта на ядрената енергия, по-специално прилагането на проекта за изграждане на атомната електроцентрала в Нин Туа. Планира се подписването на повече от десет документа, както и декларация за по-нататъшно укрепване на стратегическото партньорство. При съдействие от руска страна, във Виетнам се предвижда да бъде построена първата в страната АЕЦ „Нинтхуан-1“. За реализация на този проект е предоставен държавен кредит от 8 млрд. долара. В Русия се обучават около 5000 витенамски граждани, включително 2000 по държавна поръчка.

## 17 документа за сътрудничество между Русия и Виетнам
1. Споразумение между Виетнам и Русия за трансфер на осъдени лица
2. Конвенция между Виетнам и Русия за сътрудничество в областта на отбраната.
3. Споразумение между Виетнам и Русия за виетнамските граждани, обучаващии се в руски учебни заведения
4. Меморандум между Министерството на науката и технологиите на Виетнам и Министерството на образованието и науката на Руската федерация за сътрудничество в областта на науката и технологиите
5. Меморандум между Министерството на природните ресурси и околната среда на Виетнам и Министерството на природните ресурси и екологията на Русия за сътрудничество в областта на геологията и използването на минерални ресурси.
6. Програма за сътрудничество между министерствата на здравеопазването на Виетнам и Русия в областта на здравето и медицината в периода 2014 – 2016 г.
7. Разбирателство между Министерството на здравеопазването на Виетнам и Федералната служба на Русия за надзор на защитата на правата на потребителите. Сътрудничество, целящо да осигури здравето и безопасността на обществеността срещу епидемии.
8. Меморандум за сътрудничество между бюрата за контрол на качеството на Русия – Виетнам
9. Договор за изследователска дейност и трансфер на технологии за производството на изделия от каучук.
10. Меморандум между Петровиетнам и руската петролна компания Роснефт за участие в операцията на поле 15 – 1/05 на виетнамското континентално плато.
11. Споразумение между Петровиетнам и Роснефт за проучване, изследване и производство на нефт и газ.
12. Споразумение между Петровиетнам и Газпром за създаването на съвместно предприятие за гориво за газови двигатели.
13. Мемурандум между Руската петролна компания Зарубежнефт и Петровиетнам за развитието на сътрудничество в рамките на руско-виетнамско съвместното предприятие Расвиетпро.
14. Рамково споразумение между Петро груп Виетнам и Газпром Нефт за нефтохимическата промишленост.
15. Споразумение между Банката за инвестиции и развитие на Виетнам (БИРВ) и инвестиционната банка на Русия
16. Меморандум за сътрудничество между банката Виетнам-Русия и компания Уралвагонзавод.
17. Споразумение между висшето училище по бизнес и технологии в Ханой и Института по право и икономика в Москва за създаването на университет по хуманитарни науки Русия-Виетнам

### Документи
- ((ru)) Documents on the Russia–Vietnam relationship at the Russian Ministry of Foreign Affairs
- ((en)) Documents on the Russia–Vietnam relationship at the Vietnamese Ministry of Foreign Affairs
- (на виетнамски) Documents on the Russia–Vietnam relationship at the Vietnamese Ministry of Foreign Affairs

### Дипломатически мисии
- ((ru)) на Русия в Ханой[неработеща препратка]
- (на виетнамски) Посолство на Виетнам в Москва
- ((ru)) Генерално консулство на Русия в Дананг Архив на оригинала от 2011-10-08 в Wayback Machine.
- (на руски и виетнамски) Генерално консулство на Виетнам във Владивосток